# Anna Weamys

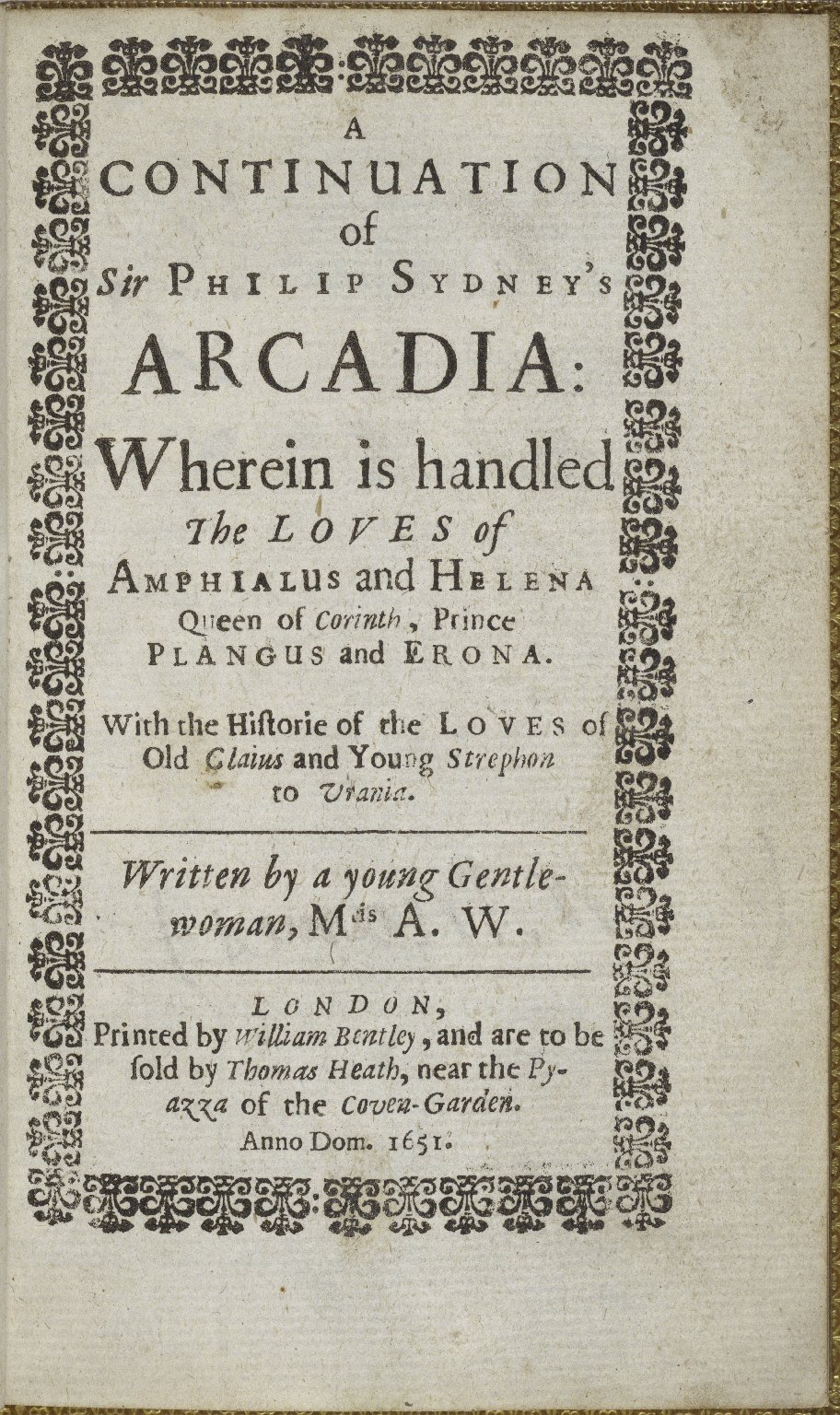
Strona tytułowa A Continuation of Sir Philip Sydney's Arcadia

Anna Weamys (XVII wiek) – angielska poetka, uważana za autorkę dzieła A Continuation of Sir Philip Sydney's Arcadia, wydanego w 1651 roku. Była prawdopodobnie córką Ludowicka Weamesa, anglikańskiego pastora z Essex. Urodziła się około 1630 roku. Data jej śmierci jest nieznana. Utwór A continuation of Sir Philip Sydney's Arcadia był nawiązaniem zarówno do utworu Philipa Sidneya, jak i naśladowaniem dzieła Mary Wroth Countesse of Mountgomery's Urania z 1621 roku.